# Alcyon (equipo ciclista)
El Alcyon fue un equipo ciclista profesional francés que se mantuvo en activo entre 1906 y 1958. Era patrocinado por la casa de bicicletas, automóviles y motocicletas francesa Alcyon.

## Historia
El equipo ganó el Tour de Francia en cuatro ocasiones antes de la Primera Guerra Mundial, con François Faber en 1909, Octave Lapize en 1910, Gustave Garrigou en 1911 y Odile Defraye en 1912. El Alcyon también ganó el premio por equipos en el Tour de Francia de 1909 a 1912 y entre 1927 y 1929.
Inmediatamente después de la Primera Guerra Mundial la Alcyon igual como otras muchas empresas de bicicletas se unió en un consorcio que daba trabajo a muchos ciclistas bajo el nombre de La Sportive. Este consorcio ganaría el Tour de Francia 1919 a 1921. Este consorcio se deshizo el 1922 y las emprendidas miembros, que incluían Automoto, Peugeot y Alcyon reiniciaron sus equipos ciclistas por separado. El Alcyon se convirtió en un equipo muy fuerte, que dominó el Tour de Francia, con tres victorias, gracias a Nicolas Frantz, el 1927 y el 1928 y Maurice de Waele el 1929.
En 1930 los organizadores del Tour de Francia decidieron que la carrera tenía que ser disputada por equipos nacionales. Se ha dicho que esto se hizo para romper la dominación de algunos de los equipos comerciales, sobre todo el Alcyon. Como resultado el Alcyon dejó de dominar la carrera, pero no sus corredores, que enrolados a las filas del equipo nacional francés ganaron la cursa el 1930 y 1932, con André Leducq, el 1933, con Georges Speicher y los belgas Romain Maes y Sylvère Maes lo ganaron el 1935, 1936 y 1939.
Después de la Segunda Guerra Mundial el nombre del equipo cambió a Alcyon-BP (1946-1949) y Alcyon-Dunlop (1950-1958). El equipo dejó de estar patrocinado a partir de 1958, a pesar de que el 1961 se mantenía el equipo Alcyon-Leroux dirigido por Georges Speicher y Paul Wiegant, denominándose Gitane-Leroux el año siguiente.

## Principales victorias
Clásicas
- Burdeos-París : 1906 (Marcel Cadolle), 1907 y 1909 (Cyrille Van Hauwaert), 1908 (Louis Trousselier), 1911 (François Faber), 1913 (Louis Mottiat), 1914 (Paul Deman), 1923 (Émile Masson sr.), 1926 (Adelin Benoît), 1939 (Marcel Laurent), 1946  (Émile Masson jr.)
- París-Roubaix : 1908 (Cyrille van Hauwaert), 1910 (Octave Lapize), 1925 (Félix Sellier), 1930 (Julien Vervaecke), 1931, 1934 y 1935 (Gaston Rebry), 1933 (Sylvère Maes), 1936 (Georges Speicher), 1939 (Émile Masson jr.), 1944 (Maurice Desimpelaere), 1945 (Paul Maye) y 1953 (Germain Derycke)
- Milán-San Remo : 1908 (Cyrille Van Hauwaert), 1910 (Eugène Christophe), 1911 (Gustave Garrigou), 1912 (Henri Pelissier), 1913 (Odile Defraye) y 1955 (Germain Derijcke)
- París-Tours : 1909 y 1910 (François Faber), 1912 (Louis Heusghem), 1924 (Louis Mottiat), 1929 (Nicolas Frantz), 1931 (André Leducq), 1934, 1936 y 1937 (Gustave Danneels), 1935 (René Le Grevès), 1938 (Jules Rossi), 1941, 1942 y 1945 (Paul Maye), 1946 y 1947 (Alberic Schotte), 1952 (Raymond Guegan)
- París-Bruselas : 1909 (François Faber), 1914 (Louis Mottiat), 1922, 1923 y 1924 (Félix Sellier), 1927 (Nicolas Frantz), 1931 (Jean Aerts), 1936 (Eloi Meulenberg), 1937 (Albert Beckaert), 1946 y 1952 (Briek Schotte) y 1947 (Ernest Sterckx)
- Giro de Lombardía : 1913 (Henri Pélissier)
- Tour de Flandes : 1914 (Marcel Buysse), 1934 (Gaston Rebry), 1939 (Karel Kaers) y 1948 (Briek Schotte)
- Lieja-Bastoña-Lieja : 1921 y 1922 (Louis Mottiat), 1923 y  1924 (René Vermandel), 1936 (Albert Beckaert), 1937 (Eloi Meulenberg), 1945 (Jean Engels) y 1953 (Alois De Hertog)
- Gran Premio de las Naciones : 1941 (Jules Rossi) y 1942 (Émile Idée)
- Omloop Het Volk : 1945 (Jean Bogaerts) y 1946 (André Pieters)
- Gante-Wevelgem : 1946 (Ernest Sterckx), 1947 (Maurice Desimpelaere), 1950 y 1955 (Briek Schotte)
- Flecha Valona : 1947 (Ernest Sterckx) y 1954 (Germain Derijcke)

Vueltas por etapas
- Vuelta a Bélgica : 1909 (Paul Duboc), 1910 (Jules Masselis), 1911 (René Vandenberghe), 1912 (Odile Defraye), 1913 (Dieudonné Gauthy), 1914 et 1920 (Louis Mottiat), 1919 y 1923 (Émile Masson sr.), 1922 (René Vermandel), 1924 (Félix Sellier), 1926 (Jean Debusschere) y 1933 (Jean Aerts)
- Vuelta al País Vasco : 1928 y 1929 (Maurice De Waele)
- París-Niza : 1934 (Gaston Rebry)
- Volta a Cataluña : 1940 (Christophe Didier)

Campeonatos nacionales
- Campeonato de Bélgica en ruta. 1908, 1909, 1919, 1922, 1926, 1934, 1935, 1936, 1937, 1942, 1946, 1947
- Campeonato de Francia en ruta. 1909, 1936, 1937, 1938, 1942, 1943, 1944
- Campeonato de Luxemburgo en ruta. 1924, 1925, 1927, 1928, 1929, 1930, 1931, 1932, 1933, 1937, 1938
- Campeonato de Alemania en ruta. 1937

Campeonatos del mundo
- Campeonatos del mundo en ruta. 1933, 1935, 1937, 1948

Grandes Vueltas
| - Tour de Francia - 19 participaciones (1906, 1907, 1908, 1909, 1910, 1911, 1912, 1913, 1914, 1919, 1922, 1923, 1924, 1925, 1926, 1927, 1928, 1929, 1962) - 102 victorias de etapa - 1 en 1906 : Emile Georget - 7 en 1907 : Emile Georget (5), Marcel Cadolle, Louis Trousselier - 13 en 1909 : François Faber (6), Jean Alavoine (2), Paul Duboc, Gustave Garrigou, Ernest Paul, Louis Trousselier, Cyrille Van Hauwaert - 12 en 1910 : Octave Lapize (6), François Faber (3), Gustave Garrigou, Ernest Paul, Louis Trousselier - 8 en 1911 : Gustave Garrigou (2), François Faber (2), Marcel Godivier (2), Maurice Brocco, Jules Masselis - 10 en 1912 : Odile Defraye (3), Jean Alavoine (3), Eugène Christophe (3), Louis Heusghem - 2 en 1914 : Jean Rossius (2) - 3 en 1922 : Émile Masson sr. (2), Félix Sellier - 3 en 1924 : Nicolas Frantz (2), Louis Mottiat (1) - 7 en 1925 : Nicolas Frantz (4), Bartolomeo Aimo, Romain Bellenger, Louis Mottiat - 7 en 1926 : Nicolas Frantz (4), Bartolomeo Aimo, Félix Sellier, Adelin Benoit - 6 en 1927 : Nicolas Frantz (4), Adelin Benoit (2) - 12 en 1928 : Nicolas Frantz (5), André Leducq (4), Maurice De Waele (2), Gaston Rebry - 11 en 1929 : André Leducq (5), Nicolas Frantz (2), Maurice De Waele, Aimé Dossche, Gaston Rebry, Julien Vervaecke - 7 victorias finales - 1909 : François Faber - 1910 : Octave Lapize - 1911 : Gustave Garrigou - 1912 : Odile Defraye - 1927 y 1928 : Nicolas Frantz - 1929 : Maurice De Waele - 0 clasificaciones secundarias | - Giro de Italia - 2 participaciones (1909, 1928) - 0 victoria de etapa - 0 victoria final - 0 clasificaciones secundarias - Vuelta a España - 1 participation (1947) - 2 victorias de etapa - 2 en 1947 : Edward Van Dijck (2) - 1 victoria final - 1947 : Edward Van Dijck - 0 clasificaciones secundarias |